# Crise de la presse quotidienne française
 (juin 2009).
- Si vous ne connaissez pas le sujet, laissez ce bandeau (vous pouvez alors contacter les auteurs).
- Si vous supprimez le contenu mis en cause (vous pouvez préalablement contacter les auteurs),

argumentez précisément cette suppression dans la page de discussion
(un manque de référence n'est pas un argument ; une recherche réelle de référence doit avoir été effectuée, être formellement documentée).
 (décembre 2016).
Améliorez-le ou discutez des points à vérifier. 
Le diagnostic d’une « crise de la presse » française est désormais un lieu commun partagé tant par les universitaires que par les politiques. Certains observateurs expriment même leur crainte que la presse quotidienne nationale française ne disparaisse. L'État français renforce ses aides à la presse pour pallier cette crise.

## Diagnostic d’une «crise de la presse»

Ventes des principaux quotidiens depuis 2012.

La formule d’une « crise de la presse » est impropre car elle accroît l’image grossière selon laquelle la presse imprimée dans son ensemble subirait une crise. Or, en affinant le grain, la réalité apparaît nuancée tant les situations et les dynamiques des catégories, familles et segments de presse sont différenciées. Le diagnostic d’une « crise de la presse » s’applique à la seule situation de la presse quotidienne nationale (PQN) d’information générale et politique payante : 
- Elle ne touche pas, ou peu, la presse périodique (y compris la presse magazine nationale d’information générale et politique) ainsi que les presses régionale, départementale et locale – lesquelles sont moins concurrencées et plus rentables.
- Elle ne touche ni la presse gratuite (d’annonces ou d’information), ni la presse spécialisée (grand public ou technique et professionnelle), qu’il s’agisse des quotidiens spécialisés (L’Équipe, La Tribune, Les Échos, Paris Turf) ou des magazines spécialisés (économiques, people, féminins, de décoration, etc.) pourvu qu’ils disposent d’un relatif monopole thématique.

Si elle ne touche finalement qu’un segment peu porteur bien délimité que sont les quotidiens nationaux d’information générale et politique payants, quel qu’en soit le genre : « haut de gamme » (Le Figaro, Le Monde, Libération), « populaires » (Le Parisien-Aujourd'hui en France, France Soir) ou « d’opinion » (La Croix, L’Humanité, Présent), la crise touche l’ensemble de la chaîne de la PQN d’information générale et politique payante de la rédaction à la distribution en passant par la fabrication et la commercialisation. 
Dès lors, si nous emploierons le singulier par souci de simplicité, il serait plus juste d’évoquer les crises, plutôt que la crise, de la presse quotidienne.
Le tableau ci-après des chiffres d’affaires réalisés en euros courants en 1990, 2000, 2006 et 2007 par les différentes catégories et familles de presse étaye ce diagnostic. 
|                                                          | Chiffre d'Affaires (milliards d’euros courants) | Chiffre d'Affaires (milliards d’euros courants) | Chiffre d'Affaires (milliards d’euros courants) | Chiffre d'Affaires (milliards d’euros courants) | Variation 2006/2007 (%) |
| 1990                                                     | 2000                                            | 2006                                            | 2007                                            |                                                 | Variation 2006/2007 (%) |
| -------------------------------------------------------- | ----------------------------------------------- | ----------------------------------------------- | ----------------------------------------------- | ----------------------------------------------- | ----------------------- |
| Ensemble de la presse                                    | 8,72                                            | 10,64                                           | 10,65                                           | 10,70                                           | 0,4                     |
| presse nationale d’information générale et politique     | 1,68                                            | 1,78                                            | 1,45                                            | 1,48                                            | 1,8                     |
| presse locale d’information générale et politique        | 2,31                                            | 2,96                                            | 3,06                                            | 3,07                                            | 0,6                     |
| presse spécialisée grand public                          | 3,06                                            | 4,14                                            | 4,15                                            | 4,14                                            | -0,1                    |
| presse spécialisée technique et professionnelle          | 1,08                                            | 1,13                                            | 1,05                                            | 1,06                                            | 0,3                     |
| presse gratuite d’annonces                               | 0,59                                            | 0,63                                            | 0,81                                            | 0,80                                            | -2,1                    |
| presse gratuite d’information                            | /                                               | /                                               | 139                                             | 159                                             | 13                      |
| quotidiens nationaux d’information politique et générale | 1,038                                           | 1,145                                           | 0,852                                           | 0,848                                           | -0,5                    |
| quotidiens locaux d’information générale et politique    | 2,096                                           | 2,664                                           | 2,723                                           | 2,738                                           | 0,5                     |
| magazines nationaux d’information générale et politique  | 0,337                                           | 0,320                                           | 0,295                                           | 0,309                                           | 4,7                     |

Source: DDM, La presse écrite en 2007: stagnation, Info-Médias, n°14, août 2008
L’imputation de la crise à la double pression concurrentielle exogène de l’internet et de la presse gratuite est partiale, car elle accroît l’idée réductrice selon laquelle l’internet ne serait qu’un fournisseur de contenu alternatif, donc concurrentiel. Or, en tant que média écrit, l’internet est un vecteur de l’information qui a vocation à constituer, non pas seulement une contrainte, mais aussi, une ressource et une opportunité pour la diffusion de la presse écrite traditionnelle.
Sous couvert d'un rapport d'information déposé le 4 octobre 2007, le sénat français, reconnait l'existence d'une crise au sein de la presse quotidienne française, rapport qui pose directement la question de sa prochaine disparition,.
Le 13 juin 2008, le sénateur Louis de Broissia pose une Question d'actualité au gouvernement enregistré sous le numéro 44 auprès du Ministère de la culture concernant la situation de la presse écrite en France et précise que « la presse quotidienne d'information. Celle-ci traverse des difficultés graves, récurrente » et demande au ministre si le gouvernement va s'emparer en urgence d'un sujet qui selon lui est crucial pour la démocratie, ce que Christine Albanel, ministre de la culture et de la communication de l'époque reconnait sans difficulté sans pour autant aller plus loin dans cet échange,.

## Constat
La crise de la presse quotidienne est causée par un cumul de facteurs endogènes et exogènes. Aux facteurs propres à notre presse quotidienne d’information générale et politique payante pour des raisons de nature historique, institutionnelle et économique formant une « culture française de la presse ». S’ajoutent des facteurs communs à toutes les presse quotidienne d’information générale et politique payantes pour des raisons de nature essentiellement technologique. 
Ils expliquent que notre presse soit plus fragile que ses consœurs étrangères : si la diffusion des PQN généralistes payantes s’érode partout, celle de nos neuf quotidiens nationaux chute singulièrement.
Tous les indicateurs de benchmarking nous sont défavorables : 
- En termes de marché : avec un marché de la presse quotidienne de 3 367 milliards d’euros, nous sommes devant l’Espagne (3 193) mais derrière l’Italie (4 968), l’Allemagne (9 090) et le Royaume-Uni (11 464). La presse occupe le 15e rang de nos secteurs économiques.
- En termes de volume (nombre de titres) : avec 85 titres quotidiens (dont 9 nationaux), nous sommes derrière l’Italie (91), le Royaume-Uni (104 titres), l’Espagne (139) et l’Allemagne (368).
- En termes de tirage (nombre d’exemplaires) : avec 8 millions d’exemplaires, nous sommes devant l’Espagne (4,3 millions), à égalité avec l’Italie, mais derrière le Royaume-Uni (16,6 millions) et l’Allemagne (22,3 millions).
- En termes de diffusion (nombre d’exemplaires pour 1 000 habitants) : avec 167 exemplaires, nous occupons le 31e rang mondial et le dernier européen ; nous sommes devant l’Espagne, la Pologne (114 exemplaires) et l’Italie (158 exemplaires) mais derrière la Turquie, la Hongrie, la Malaisie et, bien sûr, l’Allemagne (322 exemplaires), le Royaume-Uni (348 exemplaires), la Suède (543), la Finlande (594) et le Japon (664).
- En termes de diversité ou pluralisme (nombre de titres par millions d’habitants de plus de 15 ans) : avec 1,75 exemplaires, nous occupons le 103e rang mondial ; nous sommes à égalité avec le Nicaragua, l’Uruguay et Taïwan, mais derrière la Mauritanie et, bien sûr, l’Italie (1,98) et l’Allemagne (5,31).
- En termes d’emplois : nos journalistes de PQN ne représentent que 7,4 % de la profession des journalistes de la presse écrite et, avec 4 900 rédacteurs permanents, nous sommes derrière l’Italie (5 900), le Royaume-Uni (8 000) et l’Allemagne (10 000).
- En termes de capital-temps disponible pour la lecture et assiduité : avec 22 minutes de lecture de la presse par jour[7], nous sommes devant l’Espagne (11) et l’Italie (13), mais derrière l’Allemagne (31) ; avec 32 % des Français lisant assidûment un journal quotidien, nous sommes derrière l’Allemagne, l’Angleterre et les Pays-Bas (38 %).

| Nature et Année                                                     | Allemagne     | Italie     | France     |
| ------------------------------------------------------------------- | ------------- | ---------- | ---------- |
| Lectorat pour 1000 habitants en 1950                                | 300           | 120        | 250        |
| Lectorat pour 1000 habitants en 2000                                | 322           | 158        | 167        |
| Évolution du lectorat                                               | +7,33 %       | +31,67 %   | -33,20 %   |
| Tirage en 2003                                                      | 22,6 millions | 8 millions | 8 millions |
| Nombre de titres en 1950                                            | 429           | 103        | 142        |
| Nombre de titres en 2003                                            | 372           | 99         | 70         |
| Évolution du nombre de titres                                       | -13,29 %      | -3,88 %    | -50,70 %   |
| Nombre de titres par millions d'habitants de plus de 15 ans en 2003 | 5,31          | 1,98       | 1,75       |
| Recettes publicitaires des quotidiens en 2003 en milliards d’euros  | 5,075         | 1,530      | 1,374      |
| Part des recettes publicitaires                                     | 57 %          | 54 %       | 31 %       |
| Part des recettes des ventes                                        | 43 %          | 46 %       | 69 %       |

Source : Patrick EVENO, op. cit., pp.30-31
Le fait que la conjoncture 2007  et 2008 ait été légèrement moins défavorable que les années précédentes pour notre industrie de la PQN d’information générale et politique payante (ralentissement de la baisse de la Diffusion France payée/DFP, hausse des investissements publicitaires, redensification du réseau de distribution) ne saurait ipso facto nous amener à relativiser une crise de nature structurelle. D’autant que : 
« L’économie de la presse reste fragile. [...] Le chiffre d’affaires global de l’ensemble de la presse écrite en 2007 – 10,706 milliards d’euros – se maintient au niveau de celui de l’année précédente – 10,663 milliards d’euros. Ce gain de 0,4 % en euros courants signifie tout de même une dégradation réelle du chiffre d’affaires, quel que soit l’indicateur correctif utilisé dans la prise en compte de l’érosion monétaire d’une année sur l’autre. »  

### Facteurs crisogènes propres ou endogènes

#### Sous-capitalisation chronique
Cette sous-capitalisation chronique de nos entreprises de presse quotidienne payante résulte de la négligence historique de la gestion économique des entreprises de presse héritée de la Libération.
Les choix qui président alors à la refondation du système médiatique et à l’épuration des journalistes sont dictés par des considérations idéologiques (anticapitalisme, messianisme de la presse et encadrement étatique du pluralisme), politiques (organisation des journaux à partir d’équipes de résistants, de partis politiques ou d’associations) et sociales (préserver le « compromis social » de 1944) qui négligent la restructuration économique du système de la presse en général, et la gestion économique des entreprises de presse en particulier. La volonté de faire table rase des médias collaborationnistes suit une logique toujours idéologique, parfois déontologique mais rarement économique. 
L’imputation de la collaboration des médias à leur vénalité et leur corruption par les « puissances d’argent » nourrit la défiance à l’égard du capitalisme, du marché et des gros actionnaires. La presse est conçue comme exerçant une fonction d’intérêt public : elle est un sacerdoce, une entreprise culturelle et non une entreprise industrielle, un instrument culturel remplissant une mission citoyenne et non un instrument mercantile en quête de profit commercial. La solidité capitalistique et la rentabilité économique des titres de presse ne sont pas considérées comme les conditions préalables de leur indépendance rédactionnelle et politique. Au contraire, l’anticapitalisme ambiant leur interdit d’être financés par d’importants actionnaires et de réaliser des bénéfices. On croit alors qu’un journal indépendant peut survivre sans capitaux mais qu’une rédaction ne peut être libre au sein d’un groupe. Et c’est à l’État qu’il appartient de garantir le pluralisme externe de la presse et de gérer sa pénurie (en encadrant la quantité de papier, la pagination – 4 pages en moyenne en 1946 –, le tirage et le prix de vente).
Cette défiance à l’égard des milieux économiques héritée de la Libération, par souci du pluralisme, inspire encore le dispositif anticoncentration appliqué à la presse quotidienne. Tel qu’il résulte des lois du 1er août et du 27 novembre 1986 (abrogeant l’ordonnance du 26 août 1944), ce dispositif « antitrust » – qui ne concerne que les périodiques quotidiens – limite doublement la propriété cumulée : 
- « unimédia » ou vertical : 
  - un même groupe ne peut dépasser 30 % du total des publications quotidiennes d’information générale et politique diffusées sur le territoire national ;
  - la part des capitaux étrangers à l’UE dans une entreprise de presse quotidienne ne peut dépasser 20 % du capital social de l’entreprise ou des droits de vote ;
- et « plurimédia » ou horizontal (règle dite du « 2 sur 3 ») : un même groupe couvrant déjà 4 millions d’habitants pour la télévision et 30 millions pour la radio ne peut éditer ou contrôler des quotidiens d’information générale et politique représentant plus de 20 % de la diffusion totale nationale.

Par conséquent, à la différence de ses confrères étrangers, notre système de presse souffre de handicaps congénitaux : 
- Le secteur est trop déconcentré. Or, une faible intégration au sein d’ensembles plus vastes (groupes de presse ou de médias) freine le développement de groupes de presse plurimédias, entrave la réalisation de synergies et d’économies d’échelle, et exclut toute stratégie patrimoniale (un soutien commercial et financier d’appoint du groupe) ; pis, elle sape l’une des conditions économiques d’une diversité et d’un pluralisme externe pérennes.
- Les entreprises manquent de capitaux propres. Or, l’absence de fonds propres les prive des moyens d’investir pour se moderniser, s’adapter aux évolutions du marché, se développer et atteindre une masse critique gage de compétitivité ; limite leurs budgets de marketing et de promotion ; les rend vulnérables aux concurrences médiatiques (notamment celle de leurs rivales de la presse gratuite); et en fait des proies faciles pour les opérateurs hostiles.
- Les titres sont la propriété d’actionnaires ou de groupes hors-presse, le plus souvent du secteur industriel. Or (outre des conflits d’intérêts parfois évidents), mus non par le profit mais par l’influence politique et symbolique induite dans le débat public – (é)lectorat –, ces groupes industriels se comportent en actionnaires-spéculateurs plutôt qu’en développeurs-entrepreneurs.

En gestation depuis 1945, les symptômes de cette mauvaise santé capitalistique sont évidents depuis les années 1970 : 
- Disparition de titres : pendant les années 1970 et 80, plusieurs quotidiens nationaux disparurent (les quotidiens populaires Paris Jour en 1972, L’Aurore en 1984 et Le Matin de Paris en 1988 ; le quotidien d’opinion Combat en 1974). La presse quotidienne parisienne s’est atrophiée de 28 à 10 titres entre 1946 et 2005.
- Situation déficitaire de la majorité d’entre eux : pendant les années 1970 et 80, seuls deux d’entre eux n’étaient pas déficitaires (Le Figaro et Les Échos).
- Aucune création pérenne : depuis le lancement de Libération en 1975, aucune création d’un quotidien national d’information générale et politique payant n’a été pérenne.
- Faible diffusion : actuellement, seuls quatre quotidiens généralistes flirtent avec les 350 000 exemplaires: Ouest-France, Le Parisien, Le Monde et Le Figaro.
- Petitesse des groupes de presse et des groupes médias présents dans la presse : à l’exception du groupe multimédia Lagardère Media (chiffre d’affaires 2006 : 7,500 milliards d’euros), seul le groupe Ouest-France est de dimension européenne (1,120 milliard d’euros)  tandis que le groupe Hersant Médias (843 millions d’euros) et les groupes Le Monde (650 millions d’euros), Amaury (650 millions d’euros) et Le Figaro (550 millions d’euros) restent relativement « artisanaux ».
- Succession de manœuvres capitalistiques trahissant la mutation de la propriété, de l’actionnariat et de la direction des groupes de presse et des sociétés éditrices de journaux : de la crise du Monde à l’actionnariat de référence d’Édouard de ROTHSCHILD dans Libération (2005 puis 2007), en passant par le rachat de la Socpresse (comprenant le Figaro) à la famille HERSANT par Serge DASSAULT (2004) et celui des Échos par Bernard ARNAULT (2007).
- Multiplication des « plans » : « licenciement » chez Lagardère, à Libération et chez France-Soir ; « redressement » au Monde ; « départs volontaires » au Figaro ; ou encore « réorganisation » au Parisien.

Dans un tel contexte, seuls s’en « sortent » les quotidiens nationaux détenus par un groupe poursuivant une stratégie patrimoniale de soutien commercial et financier, tels La Croix (groupe Bayard Presse), Ouest-France (groupe éponyme) ou Le Parisien et L’Équipe (groupe Philippe Amaury).

#### Faiblesse des investissements publicitaires
Cette faiblesse des investissements publicitaires dans notre presse quotidienne résulte de l’étroitesse historique du marché publicitaire et de la montée en puissance publicitaire des nouveaux médias et du hors-média.
D’une part, l’étroitesse historique du marché publicitaire français. Dominé par deux conglomérats, Havas et Publicis, notre marché publicitaire se situe en deçà de la moyenne européenne et mondiale. Or, il pourrait exister là un cercle vertueux pour la presse quotidienne : l’augmentation de ses recettes publicitaires lui permettrait de baisser le prix de vente de ses quotidiens et favoriserait ainsi l’extension de son marché, renforçant son attractivité auprès des annonceurs.
Avec un marché publicitaire de 158 euros/habitant en 2005 nous sommes devant l’Espagne et l’Italie (140) mais derrière l’Allemagne (195), le Japon (215), le Royaume-Uni (283) et les États-Unis (394).
Recettes publicitaires nettes des médias en 2006 (en milliards d’euros)
Télévision	3,382
Cinéma	0,082
Radio	0,807
Internet	0,37
Presse payante	4,844
dont quotidiens nationaux	0,362
dont quotidiens régionaux	1,078
dont magazines	1,527
dont spécialisés	0,572
dont hebdomadaires régionaux	0,137
Presse gratuite	1,168
dont presse gratuite d’annonces	1,077
dont presse gratuite d’information	0,091
publicité extérieure	1,085
Annuaires	1,035
TOTAL	11,604
Source : IREP-France Pub 2007
En plus du sous-développement de notre marché publicitaire, les investissements publicitaires sont historiquement faibles dans les médias en général et dans la presse quotidienne en particulier avec seulement 362 des 4 844 millions de recettes publicitaires de la presse payante en 2006. La presse quotidienne ne représente que 13 % des investissements publicitaires (3,5 % pour la PQN et 9,5 % pour la PQR). 
Avec un « déséquilibre »  des recettes entre vente et publicité de 58,4 % et 41,6 % en 2005-2006, nous étions ainsi « devant » le Danemark (61,4 et 38,6) et le Japon (62,7 et 37,3), mais « derrière » les États-Unis (12,3 et 87,7), l’Espagne (43,1 et 56,9), la Suède (45,8 et 54,2), la Finlande (42,1 et 53,9), la Belgique (46,6 et 53,4), l’Allemagne (47,3 et 52,7), la Grande-Bretagne (48,2 et 52,7), l’Italie (53,6 et 46,4) et les Pays-Bas (57,6 et 42,5). 
D’autre part, la montée en puissance publicitaire des médias « chauds », des nouveaux médias et du hors-média (affichage, marketing direct, etc.). Certes, à la différence de l’Europe méditerranéenne (Espagne, Italie), des États-Unis et du Japon, notre presse payante demeure encore le média privilégié des annonceurs avec 4 844 millions de recettes publicitaires en 2006. Et notre marché publicitaire a connu une forte croissance entre 1991 et 2006 (de 7,32 à 21,21 milliards d’euros).
Mais le processus de répartition des investissements publicitaires entre médias est de plus en plus défavorable à la presse écrite qui progresse moins vite que ses concurrents : 
- Tandis que ses investissements publicitaires bruts ont augmenté de 60 %, ceux des médias « chauds », la télévision et la radio, ont augmenté de 100 % et 166 %.
- Et la part des recettes publicitaires de la presse écrite est inexorablement grignotée par les nouveaux médias et le hors-média. Après avoir augmenté de 74 % en 2005, les investissements des annonceurs sur internet ont encore progressé de 48 % en 2006.
- Enfin, circonstance aggravante, les annonceurs de la grande distribution sont désormais autorisés à investir sur la télévision et le hors média.

Au total, la publicité peine à équilibrer les recettes et les dépenses : même la hausse des recettes publicitaires en valeur absolue ne compense pas, ou pas suffisamment, la baisse des recettes des ventes.

#### Faible rentabilité économique
Cette faible rentabilité économique des entreprises de presse quotidienne résulte, outre l’étroitesse du marché de la presse français qui ne permet pas de réaliser des économies d’échelle pour amortir les coûts fixes, de surcoûts salariaux de rédaction, de fabrication et de distribution.

##### Surcoûts ponctuels de rédaction
Si l’information de qualité a un coût rédactionnel, des surcoûts de rédaction sont ponctuellement générés par la mise en œuvre des clauses de conscience et de cession prévues par le statut de journaliste. Certes, ces clauses garantissent dans leur principe l’indépendance rédactionnelle d’un journal. 
Mais, quelle que soit l’inflexion réelle de la ligne éditoriale consécutive à un changement dans la propriété ou l’orientation de la publication, ces clauses sont en pratique activées quasi-automatiquement lors d’un changement d’actionnariat, grevant le capital de l’actionnaire entrant et compromettant parfois même la relance du journal.

##### Surcoûts structurels de fabrication
Le Syndicat du livre est largement responsable des surcoûts d’impression. Luttant naturellement pour la préservation des avantages sociaux acquis par ses adhérents, le Syndicat CGT des salariés « du livre » (ouvriers et techniciens de la presse) créé en 1947 (après convention collective) tire sa puissance de revendication et de négociation de droits de regard qui lui assurent une capacité de blocage d’autant plus forte que la presse quotidienne est une industrie sans stock soumise à la contrainte du délai de publication. Salaires individuels et sureffectifs sont directement négociés par le syndicat qui parvient à rigidifier et verrouiller l’organisation du travail en contrôlant l’impression, l’embauche et l’apprentissage. Il a ainsi obtenu le maintien de la sur-masse salariale (1 200 personnes) au début des années 1990. Les compensations salariales et horaires originairement justifiées par la pénibilité du travail des ouvriers du livre ont été par la suite sanctuarisées par le syndicat nonobstant les améliorations des conditions de travail permises par le progrès technique (photocomposition, impression offset, etc.). Ces compensations anachroniques entretiennent le coût élevé d’une main d’œuvre pourtant peu productive puisque rétribuée « au service », non à l’heure, suivant des critères de production faibles. Elles sont nettement plus avantageuses que dans la presse magazine. En 2005, la rémunération brute mensuelle médiane est ainsi de 3 000 euros pour un balayeur du livre, 4 400 euros pour un ouvrier et 7 000 euros pour un cadre technique, contre 1 600 euros pour un journaliste pigiste et 2 800 euros pour un journaliste salarié. Un rotativiste gagne par exemple plus de 4 000 euros/mois, sur 14 mois, avec 9 semaines de congés payés/an.
De plus, en marge de la Société Professionnelle des Papiers de Presse (SPPP), les logiques individuelles de certains groupes de presse (tel la Socpresse) qui prévalent dans la négociation du papier de presse avec les producteurs nordiques en position dominante empêchent de peser collectivement pour réduire les coûts d’achat d’un papier dont le prix reste très instable en fonction du taux de change et du prix du pétrole. Grevée de surcoûts structurels, la fabrication d’un titre représente finalement environ 40 % de son prix de vente (environ 0,45 euro)[réf. nécessaire].

##### Surcoûts structurels de distribution
Les Nouvelles Messageries de la Presse Parisienne (NMPP) sont largement responsables des surcoûts de distribution. Société opératrice pour 5 coopératives de messagerie créée en 1947 (dont le capital est détenu à 51 % par ces dernières et à 49 % par Hachette), les NMPP sous-traitent 85 % du marché total de la vente au numéro de la presse nationale.  Elles diffusent plus de 100 quotidiens et 3 600 magazines. Fortes d’une position dominante, en dépit de la concurrence des Messageries Lyonnaises de Presse (MLP) sur les périodiques nationaux à périodicité longue, et de la rareté des éditeurs possédant une messagerie intégrée tel le groupe Amaury pour Le Parisien, elles maintiennent un coût du réseau de distribution élevé pour les éditeurs : 36 % du prix facial du quotidien.
Les éditeurs sont aussi partiellement responsables des surcoûts de distribution. Ils n’ont pas la volonté de s’organiser pour décentraliser, externaliser et mutualiser l’impression. Le Monde, Le Figaro et La Croix sont ainsi imprimés à Paris et envoyés par avion en province pour y être distribués. Nonobstant la sous utilisation structurelle du matériel d’impression (une rotative tourne environ 4 h entre 23h et 3h), il n’existe pas d’association autour de projets industriels communs pour l’impression : or, théoriquement, il est possible d’imprimer un quotidien du soir (Le Monde) et un quotidien du matin (Le Figaro) sur la même structure.
En outre, le nombre des invendus ne cesse d’augmenter faute d’une informatisation adéquate pour « modéliser » l’irrégularité de l’achat dans le temps et dans le lieu : il représente un taux moyen de 25 % des exemplaires livrés pour les quotidiens nationaux, 40 % pour tous les quotidiens confondus et peut atteindre 80 % des stocks de certains titres. Or, le traitement de ces déchets  de la commercialisation est à la charge de l’éditeur en France à la différence de l’Allemagne est très coûteux.
Du fait de la non-compression des surcoûts salariaux de fabrication et de distribution, le coût de fabrication total d’un quotidien français est 2 à 3 fois plus élevé qu’ailleurs, et le prix de revient d’un exemplaire (1,10 à 1,60 euro) n’est finalement couvert qu’aux 3/4 par son prix de vente (0,80 à 1,30). En conséquence, les marges sont rognées : environ 7 %, contre 13 % en moyenne dans l’UE et 22 % au Royaume-Uni.
Or, l’une des principales conséquences de la faible rentabilité des entreprises de presse est de dissuader les investisseurs des médias au profit des actionnaires hors-presse du secteur industriel.

#### Faible compétitivité vis-à-vis du lectorat
Cette faible compétitivité des entreprises de la presse quotidienne vis-à-vis du lectorat résulte de ce que la structure de coûts des titres impose un prix de vente élevé.
La fourchette du prix de vente moyen d’un quotidien national français est comprise entre 0,80 et 1,30 euro, contre un prix de vente moyen de 0,65 en Italie, 0,52 en Allemagne, 0,44 au Japon et 0,36 aux États-Unis. Après avoir inventé le « quotidien à un sou », nos éditeurs ont, depuis la Libération, trop souvent considéré le prix de vente comme la variable d’ajustement pour pallier la baisse des recettes et l’ont l’augmenté plus rapidement que la moyenne des prix à la consommation.
Or, un bas prix de vente est un facteur de large diffusion et un moteur de l’élargissement du lectorat. Si l’augmentation du prix de vente compense provisoirement l’érosion des ventes dans le poste des recettes, cette stratégie est contreproductive en sous-estimant l’effet négatif de tout renchérissement sur la diffusion. 

#### Faible accessibilité des quotidiens nationaux
Cette faible accessibilité de nos quotidiens nationaux résulte de ce que le portage à domicile reste sous-développé, tandis que la vente au numéro est corsetée par la faible densité du réseau de distribution, et que des freins entravent la décentralisation, l’externalisation et la mutualisation de l’impression et de la distribution. Une telle crise de la distribution est tout autant une cause qu’une conséquence de la crise de la presse.

##### Sous-développement du portage à domicile
Parmi les modes de distribution (vente par abonnement posté ou porté, vente au numéro par un service de messagerie intégrée ou le recours à un prestataire extérieur), le portage à domicile est historiquement sous-développé en France pour deux raisons :  
- D’une part, alors même qu’elle présente de nombreux avantages, la vente par abonnement reste encore peu développée à la différence des pays anglo-saxons et germaniques : elle ne représente que 30 % des ventes. En 2006, la vente par abonnement représente certes 72,6 % de la diffusion de La Croix, mais seulement 23,4 % de celle du Monde, 12,0 de celle du Figaro, 2,3 de celle du Parisien et 1,0 % de celle de L’Équipe.
- D’autre part, alors même qu’il présente de nombreux inconvénients, les allègements tarifaires à l’acheminement postal dans le cadre des aides publiques de l’État ont longtemps convaincu les éditeurs de presse d’opter pour l’abonnement posté.

Si dorénavant le portage à domicile de la PQN tend à se développer – alors que le postage se maintient difficilement et que la vente en kiosque s’érode –, il ne concerne que 12,1 % de la distribution de nos quotidiens nationaux d’information générale et politique (17,3 % de l’ensemble de la diffusion et 38,1 % des quotidiens régionaux et locaux), contre 60 à 70 % chez la plupart de nos voisins (50 % de la distribution au Royaume-Uni, 69 % en Allemagne et 88 % aux Pays-Bas). C’est au demeurant cette relative faiblesse du portage en France qui y explique partiellement le succès des émissions matinales de radio. 

##### Faible densité du réseau de distribution pour la vente au numéro
La densité de notre réseau de points de contact avec les acheteurs pour la vente au numéro est très faible : 
- Nous comptons à peine plus de 30 000 points de vente contre (36 000 en 1985,) 55 000 au Royaume-Uni et 120 000 en Allemagne.
- Nous comptons 1 diffuseur/2 000 habitants, contre 1/1 600 en Italie, 1/1 400 en Espagne, 1/1 000 au Royaume-Uni et 1/800 en Allemagne.

Or, la vente au numéro domine largement la diffusion globale des journaux français. Avec 68,0 % de vente au numéro par rapport à la diffusion globale des journaux en 2005, nous sommes « derrière » l’Italie (91,0 %), les Pays-Bas (88,0 %), la Pologne (78,4 %) et l’Espagne (72,0 %), mais « devant » le Japon (5,1 %), la Suisse (10,0 %), l’Autriche (14,0 %), le Danemark (15,6 %), les États-Unis (16,8 %) et l’Allemagne (35,6 %). 
Peu nombreux, ces points de vente (et les réseaux de distribution plus généralement) sont de plus engorgés par le développement de la presse magazine et l’accroissement des invendus, engorgement qui pénalise à la fois les éditeurs (les mauvaises conditions d’exposition nuisent au marketing de certains titres de presse) et le réseau (la charge de travail est alourdie).
Certes, le plan de modernisation des NMPP (« Défi 2010 » lancé en décembre 2006 pour reconquérir le lectorat et redynamiser la vente) a prévu de densifier le tissu commercial du réseau de vente (avec l’objectif de 33 000 points de vente en 2010) en réhabilitant le métier de diffuseur via la revalorisation de leur savoir-faire (formation continue) et de leur rémunération (indexation de leur commission sur 25 % du prix facial du journal). 
Par ailleurs, alors que 455 points de vente avaient disparu en moyenne pendant les exercices 2004, 2005 et 2006, l’année 2007 a connu un redressement significatif permettant de refranchir le cap des 30 000 diffuseurs en France et celui des 300 dans Paris intra-muros. Plusieurs initiatives ont permis d’inverser la tendance négative des années précédentes pour compter un solde positif de 750 nouveaux points de vente (= 2 102 créations – 1 352 fermetures) : 
- Ouverture de trois nouveaux types de points de vente : 
  - les « points de vente complémentaires » (PVC) de proximité chez des commerçants de détail ;
  - les « points de vente thématiques » (PVT) dans des centres commerciaux spécialisés (jardinage, bricolage, etc.) ;
  - et les « points de vente quotidiens » (PVQ).
- Implantation de rayons de presse dans des lieux novateurs comme les bureaux de La Poste.
- Création de l’enseigne Mag Press City pour reconquérir les centres-villes.
- Développement de la vente à la criée.
- Lancement par les NMPP de l’opération « vélo presse » sur les lieux de villégiature pendant les vacances.

Mais la perte de capillarité du réseau commercial s’explique toujours par des dynamiques externes et internes au système de distribution, profondes et difficilement réversibles: 
- externes :
- la désertification des territoires ;
- l’affaiblissement du commerce de proximité ;
- la pression foncière dans les centres villes et les galeries marchandes ;
- et le développement de la vente par internet ;
- internes :
- la rémunération des diffuseurs de presse ;
- et l’insuffisante attractivité de ce métier en voie de précarisation.

Nos diffuseurs de presse se plaignent : 
- Au sein de la chaîne de la distribution (laquelle comprend trois niveaux : messageries, grossistes-dépositaires et détaillants-diffuseurs), la répartition des bénéfices avantage les grossistes à leurs dépens.
- Il existe une inadéquation entre la pénibilité d’un travail étalé sur une longue plage horaire et une faible rémunération. Nos kiosquiers demeurent effectivement les moins bien rémunérés d’Europe : avec une commission de 17 % du prix facial du journal, ils restent derrière leurs confrères italiens (19 %), allemands (20 %), espagnols (23 %), britanniques (26 %) et américains (27 %). Leur faible rémunération entraîne leur raréfaction dans les plus grandes villes où les loyers sont élevés alors même que l’espace des boutiques est exigu.

##### Freins à la décentralisation, à l’externalisation et à la mutualisation de l’impression
Alors même qu’un quotidien est une denrée rapidement périssable, du fait de la rareté des éditeurs de la PQN décentralisant l’impression de leurs titres les journaux sont au mieux distribués en province à J+1/2 (souvent à J+1) et à l’étranger à J+1. Or, par exemple, le réservoir de lectorat potentiel du bassin londonien (500 000 Français installés) est supérieur à la plupart de ceux des provinces métropolitaines.
Mais les éditeurs comme le Syndicat du livre résistent à la décentralisation, l’externalisation (sous-traitance par des prestataires indépendants des groupes) et la mutualisation de l’impression : 
- Les premiers par souci d’indépendance : les éditeurs restent attachés au modèle organisationnel classique de l’entreprise de presse qui intègre verticalement l’ensemble des phases de la fabrication et du traitement de l’information (de sa collecte à sa diffusion) en évitant toute sous-traitance ; généralement réticents aux synergies avec les titres concurrents, ils n’ont pas davantage la volonté de s’associer sur des projets industriels communs en province.
- Le second par souci de préserver les avantages sociaux acquis par ses adhérents : le Syndicat du livre lutte ainsi contre tout projet de délocalisation en province et, a fortiori, à l’étranger.

### Facteurs crisogènes communs ou exogènes

#### Érosion du lectorat
Cette érosion régulière du lectorat des quotidiens payants par le recul des ventes, surtout la vente au numéro, résulte de la concurrence multimédia sur le marché de l’information, mais aussi du manque de confiance envers les médias .
Les quotidiens payants subissent la pression concurrentielle vigoureuse :
- des « nouveaux médias » : la presse en ligne, plus largement la numérisation de l’information, et la presse gratuite,
- des « médias historiques » : radio et télévision, magazine.

La presse quotidienne payante a perdu le monopole de l’information collective : ses lectorats anciennement « captifs » ont dorénavant le choix de leur média. Ces lectorats ne perçoivent plus ces titres traditionnels comme des médiateurs indispensables et comme des marques ou des labels certifiant la qualité de l’information. Ces lectorats deviennent donc occasionnels, infidèles voire, pour ceux qui étaient « captifs par défaut » désertent. C’est le cas des lectorats jeune, féminin et populaire.
Pendant que l’internet grignote progressivement, le lectorat à la recherche d’une information ciblée à consommer de chez soi, les gratuits et les magazines captent les lectorats à la recherche d’une information standardisée à consommer pendant les trajets de transport en commun.
L’internet est perçu par le public comme présentant plusieurs avantages comparatifs sur la presse quotidienne :
- son moindre coût
- son interactivité
- et son instantanéité par sa mise à jour en temps réel

La presse quotidienne gratuite compte déjà 312 titres dans le monde dont la moitié en Europe. Avec 41,04 millions d’exemplaires/jour, sa diffusion a progressé de 20 % en 2007 (173 % depuis 2002) pour représenter 7 % de la presse quotidienne mondiale et 23 % de la PQ européenne.
Outre sa gratuité, la presse quotidienne gratuite est perçue par le public comme présentant plusieurs avantages comparatifs sur sa consœur payante :
- son positionnement éditorial absolument neutre par les informations factuelles sans commentaires et résolument pédagogique,
- son format pratique et attractif par la quadrichromie,
- son contenu lisible par tous,
- sa lecture rapide.

D’autant que s’opère une convergence rédactionnelle entre la presse quotidienne payante et gratuite car pendant que les rédactions de la première dépendent de plus en plus des informations des agences de presse, les secondes améliorent la qualité de leurs contenus.
À moyen terme, la stimulation du marché de la presse par l’irruption de la presse quotidienne gratuite pourrait toutefois profiter à la presse quotidienne payante : 
- en réconciliant le public avec la lecture de la presse quotidienne
- en la contraignant à lui adapter son offre, via la rénovation des contenus et des maquettes, et à repenser son contact avec les lecteurs.

En dépit de l’augmentation du niveau d’instruction et du temps libre, les dynamiques du système médiatique et de son environnement sont de plus en plus défavorables aux presses quotidiennes payantes : 
- En termes de dépenses/revenu des ménages : depuis 1960, les dépenses TV ont doublé (de 0,30 à 0,60 %) pendant que celles de l’achat de quotidien sont restées stables (0,30 %).
- En termes de temps de lecture tous supports confondus, le temps disponible de lecture tous supports papier confondus continue de baisser à environ 25 min en 2007 en raison de la consommation de médias audiovisuels et numériques qui se situe en France, par jour : à 2h1/2 pour la radio et 3h20 pour la télévision.
- En termes de fidélisation : alors que le lectorat a déjà abandonné les quotidiens « populaires » et « d’opinion », le lectorat jeune n’a jamais été fidélisé aux quotidiens « haut de gamme ».
- En termes d’investissements publicitaires : tout ralentissement général de l’environnement économique se traduit spontanément, et d’abord, par une contraction du marché et des investissements publicitaires qui frappe la trésorerie des entreprises de presse.

Si elles infirment les idées reçues (la disparition du lectorat à la recherche d’une information quotidienne généraliste et la saturation du marché), les concurrences réussies de l’internet et des gratuits, en plus de détourner les lectorats et les recettes publicitaires des presses quotidiennes payantes, acculturent le public au modèle de la gratuité d’accès à l’information, lequel menace les conditions de lecture de tous les titres payants en banalisant, voire dévalorisant, l’information.
Aux États-Unis, la diffusion payée et les recettes publicitaires des trois premiers quotidiens augmentent rarement et diminuent le plus souvent. Entre mars 2005 et mars 2008, la diffusion payée de USA Today a légèrement augmenté (de 2 270 800 à 2 284 000) mais celles du New York Times et du Washington Post ont nettement diminué (respectivement de 1 136 800 à 1 077 000 et de 752 100 à 673 180). Pour la première fois depuis 37 ans, le Washington Post a annoncé une perte opérationnelle de 2,6 millions de dollars pour le 2e trimestre 2008. Là-bas, la hausse des recettes publicitaires liée à l’audience des sites internet ne compense pas encore la baisse des recettes des ventes des journaux papier. 
En Europe, l’internet aurait déjà dépassé la presse écrite pour la consommation d’information.
En France, seuls les quotidiens du septième jour ainsi que La Croix parviennent à augmenter leur DFP. Au contraire, entre 2000 et 2006, la DFP a chuté de 5,8 % à L’Humanité, 9,5 % au Figaro, 9,87 % à L’Équipe, 12,9 % au Monde, 22,6 % aux Échos, 24,3 % à Libération et 25,6 % à La Tribune. Et, paradoxe dans un pays centralisé, contrairement à la Grande-Bretagne où les journaux londoniens dominent largement, nos quotidiens régionaux et locaux représentent désormais les ¾ du marché. 
En France toujours, la pusillanimité historique de la PQ à lancer des suppléments hebdomadaires a largement favorisé l’essor de la presse magazine hebdomadaire : la faiblesse de la première a fait la force de la seconde. Entre 1963 et 2005, par rapport à l’ensemble de la presse payante, le nombre d’exemplaires imprimés de la PQ est passé de 67 % à 57 % ; son chiffre d’affaires est descendu à 47 % et ses recettes publicitaires à 29 %. Forte d’un marché de 7 146 milliards d’euros et de 2 700 titres diffusés à 1,8 million d’exemplaires/semaine, notre presse magazine est devant ses consœurs britannique (6 013 milliards d’euros), allemande (5 274), italienne (4 578) et espagnole (0,984). Elle est plus rentable que notre PQ grâce à un taux de marge de 20 %. Avec un ratio marché des quotidiens/marché des magazines de 47 %, nous sommes « derrière » l’Italie (109 %), l’Allemagne (172 %), le Royaume-Uni (191 %) et l’Espagne (324 %).
En France encore, à la différence du succès de la « presse de caniveau » britannique (The Sun, The Mirror), allemande (Bild-Zeitung) ou américaine (New York Post), l’absence de quotidien populaire à fort tirage a largement favorisé l’essor de la presse quotidienne gratuite. Les récents succès de cette dernière reflètent, en même qu’ils aggravent, l’échec de sa consœur payante. La PQN gratuite a pour cœur de cible le « lectorat oublié » de la PQN payante : femmes, jeunes, urbains, classes moyennes. Elle est souvent la propriété de groupes de la presse payante qui comblent ainsi un « angle mort » dans leur lectorat. Depuis le lancement à l’hiver 2002 des quotidiens nationaux Metro (600 000 exemplaires/jour) et 20 Minutes (700 000 exemplaires/jour) , en dépit de l’absence d’aides de l’État et après avoir réussi à s’affranchir des contraintes « du livre » (elle est imprimée dans des imprimeries « du labeur », en dehors du système traditionnel d’impression des quotidiens), la PQ gratuite s’épanouit en France:
- Son taux de pénétration y atteint 22 % (la distribution par colportage et dépôt sur la voie publique aidant), contre 10 % au Royaume-Uni.
- La distribution totale des quotidiens gratuits d’information s’élève à 2,6 millions d’exemplaires/jour soit 50 % de plus que la diffusion de la PQN payante.
- En termes d’audience, avec 2,526 millions de lecteurs, 20Minutes est le 1er quotidien national d’information générale et politique et le 2e quotidien national (après L’Équipe).

#### Évaporation des ressources publicitaires
Cette évaporation des ressources publicitaires des PQN d’information générale et politique payantes résulte de leur perte mécanique d’attractivité auprès des annonceurs (consécutive à l’érosion du lectorat) et des avantages comparatifs de l’e-publicité.

##### Perte mécanique d’attractivité auprès des annonceurs
Si la presse demeure encore le média privilégié des annonceurs avec 4 844 millions d’euros de recettes publicitaires en 2006, sa part des recettes publicitaires est régulièrement grignotée par les nouveaux médias et le hors-média (marketing direct, etc.). D’autant que la PQN généraliste est structurellement handicapée vis-à-vis des annonceurs car elle s’adresse à une audience faible et généraliste (non-segmentée). 
Dès lors, l’internet détourne les petites annonces (emploi, immobilier, automobile, annonces judiciaires et légales), qui représentaient encore en 1998 les 3/4 des recettes publicitaires des quotidiens, pendant que les magazines grand public captent la publicité de marque, les annonceurs étant notamment sensibles aux nombreuses reprises en main des magazines.  
La publicité sur internet devrait devenir le troisième support, devant la radio et le marketing direct, dans les prochaines années.

##### Avantages comparatifs de l’e-publicité
Les avantages comparatifs de la publicité en ligne pour les annonceurs sont : 
- un coût pour mille (CPM) bon marché ;
- le caractère quantifiable de l’audience ;
- la mesure précise du retour sur investissement ;
- et la sophistication des techniques de ciblage (contextuel et comportemental).

C’est pourquoi le transfert des investissements publicitaires du papier vers l’internet a vocation à s’élargir et à s’accélérer : l’e-publicité devrait connaître une croissance mondiale, rapide et pérenne, de 20 %/an jusqu’en 2011.

#### Difficile rentabilité économique des sites en ligne
Cette difficile rentabilité économique des sites en ligne des PQN d’information générale et politique payantes résulte de la concurrence d’autres types de contenus sur le marché de l’information en ligne :
- le développement des agrégateurs de contenus (Google News, Yahoo! News);
- l’irruption des nouveaux entrants à mi-chemin entre journalisme professionnel et « journalisme citoyen » ;
- la prolifération des blogs, lesquels brouillent le rôle du journaliste en atténuant le distinguo entre émetteur (producteur) et récepteur (consommateur) de l’information ;
- et l’avènement des sites d’information indépendants ou autonomes par rapport à la presse imprimée : Rue89 (créé par des anciens de Libération à l’initiative de Pierre HASKI), Bakchich, Mediapart (créé par des anciens du Monde à l’initiative d’Edwy PLENEL), etc.

En novembre 2006, les visites mensuelles des principaux sites d’information en ligne se répartissaient déjà de la manière suivante (en milliers de visites mensuelles) :
- Orange News : 2 450 ;
- Le Monde : 2 150 ;
- Yahoo! News : 1 975 ;
- Google News : 1 900 ;
- Le Figaro : 1 600.